# エクスメイデン
『エクスメイデン』（英: X Maiden）は、2014年2月から6月までニコニコ動画にて配信された日本のWebアニメ作品。

## 概要
宇宙からの侵略者「フェロウ」から地球を守るため、搭乗型兵器「エクスメイデン」に乗ってこれと戦う…はずの少女たちを描く、脱力系ショートアニメ。全編コンピュータグラフィックで製作 され、音声収録はプレスコで行っている。通勤・通学や作業をしながら気軽に見られる「作業用アニメ」を謳い、設定はSF的だが本編中にロボットは登場せず、キャラクター同士のトークがメイン。開始時には「下着が露出することがあるが、設定に基づいて『耐水性ショートパンツ』を履いています」という注意書きのテロップが映る。
予告ではナレーションの伊達忠智が所々噛んでしまうのをリテイクせずにそのまま放送しているが、これは実はスタッフがわざと収録直前に全話分の台本を渡し一気読みさせたため。
第1話は32分の拡大スペシャルとなっており、「動画が重い、長過ぎる」等の苦情もあり、2014年3月21日より前後編に分割した再編集版を再配信された。再編集版では一部シーン（「話し始めオナラ」等）や居酒屋たまき（独立して再配信）はカットしている。
「居酒屋たまき」は、客・雪村まつり、女将・環はるみの居酒屋トークコーナー。ヴィルゴは第2話、クロワでは第3話で初登場している。

## 登場キャラクター
赤丸 純（あかまる じゅん)
声 - 内田真礼
15歳。ギター片手に上京してきた、明るい女の子。知ったかぶり。
橘 葵（たちばな あおい）
声 - 飯田友子
15歳。クールなツッコミ役。実は腐女子。
萩野 みどり（はぎの みどり）
声 - 巽悠衣子
15歳。もの静かな読書家で、計算高い天然キャラ。
ヴァンダレイ・ジルミンコ
声 - MAKO
15歳。通称「ジル」。いつも賑やかで、猫耳付ヘッドホンを常につけている。
雪村 まつり（ゆきむら まつり）
声 - 矢作紗友里
25歳。純たちの上司にあたる、秘密基地の長官。眼帯をしている。
環 はるみ（たまき はるみ）
声 - 本多陽子
25歳。居酒屋「たまき」の若女将で、まつりとは顔なじみ。
ヴィルゴ
声 - 田村睦心
17歳。地球を狙う「フェロウ」なのだが、はるみの店でバイトしている。
クロワ
声 - のだまみ
姉御肌のネコ。ヴィルゴとはバイトの休憩中によく話をしている。

## スタッフ
- 原案・プロデューサー - 松田浩史
- 脚本 - 松田浩史・本間愛実
- キャラクターロボデザイン原案 - FBC
- 企画 - 緑川翔、横森千鶴、村上祥子、田中信二、井上奈美
- モーションアクター - 押川チカ、中川奈美、石黒千尋、佐野綾音、真宮立佳、桜城あみこ、鎌田美沙紀、綾里まる
- ナレーション - 伊達忠智
- 企画・制作 - ランバート

## 主題歌
オープニングテーマ「Nocturne」
作詞 - 重永亮介、スズム / 作曲・編曲 - 重永亮介 / 歌 - 鹿乃
エンディングテーマ「Forbidden Code」（第4話 - 第8話）
作詞 - RUCCA / 作曲・編曲 - 菊田大介（Elements Garden）
歌 - 赤丸純（内田真礼）、橘葵（飯田友子）、萩野みどり（巽悠衣子）、ヴァンダレイ・ジルミンコ（MAKO）
劇中歌「しあわせ街道」
作詞 - lotta、村上祥子 / 作曲 - lotta / 歌 - ヴィルゴ（田村睦心）

## 各話リスト

### 本編
| 話数   | サブタイトル         | 配信日                                       |
| ------ | -------------------- | -------------------------------------------- |
| 第一話 | 起動、エクスメイデン | 2014年 2月28日（先行配信） 3月21日（再配信） |
| 第二話 | 第四の搭乗者         | 4月4日（前編） 4月18日（後編）               |
| 第三話 | 思念のリミット       | 4月25日（前編/後編）                         |
| 第四話 | 友情と欲望           | 5月2日                                       |
| 第五話 | 空の支配者           | 5月9日                                       |
| 第六話 | 言の葉               | 5月23日（前編/後編）                         |
| 第七話 | 甘い罠               | 6月6日                                       |
| 第八話 | 決断、そしてジレンマ | 6月20日                                      |

### 居酒屋たまき
| 話数   | サブタイトル     | 配信日         |
| ------ | ---------------- | -------------- |
| 第一話 | ほっけの塩焼き   | 2014年 3月10日 |
| 第二話 | イカ刺し         | 2014年 3月10日 |
| 第三話 | 路地裏談義 一    | 3月21日        |
| 第四話 | 路地裏談義 二    | 4月11日        |
| 第五話 | コラーゲン鍋     | 4月18日        |
| 第六話 | 路地裏談義 三    | 5月16日        |
| 第七話 | あさりのお味噌汁 | 6月13日        |

## コミック
富士見書房刊『ドラゴンエイジ』2015年6月号より12月号まで第一部として全6話が連載された。作画はみなづきふたご。単行本は全1巻。なお第二部の連載は現在に至るまでされておらず告知もない。
エクスメイデンに秘められた秘密や渦巻く陰謀など、アニメ版とは大幅に異なるコミカルながらもシリアスなストーリーが展開された。また、搭乗者の羞恥心など感情の高まりがエクスメイデンをパワーアップさせる、というアニメ版の初期設定 が活かされた。
- 単行本

1. 2015年11月5日発売[5] ISBN 978-4040707891